# Liste des députés européens de Belgique de la 7e législature
La Belgique dispose de 22 sièges au Parlement européen pour la législature 2009-2014. Cet article classe les parlementaires européens de la Belgique selon leur groupe politique au PE.

## Tableau récapitulatif
| Nom                                                    | Parti         | Collège                          | Groupe parlementaire européen |
| ------------------------------------------------------ | ------------- | -------------------------------- | ----------------------------- |
| Ivo Belet                                              | CD&V          | collège électoral néerlandophone | PPE                           |
| Frieda Brepoels en remplacement de Bart De Wever       | N-VA          | collège électoral néerlandophone | Verts/ALE                     |
| Philip Claeys en remplacement de Filip Dewinter        | Vlaams Belang | collège électoral néerlandophone | NI                            |
| Frédéric Daerden                                       | PS            | collège électoral francophone    | S&D                           |
| Philippe De Backer en remplacement de Dirk Sterckx     | OpenVLD       | collège électoral néerlandophone | ADLE                          |
| Jean-Luc Dehaene                                       | CD&V          | collège électoral néerlandophone | PPE                           |
| Véronique De Keyser                                    | PS            | collège électoral francophone    | S&D                           |
| Anne Delvaux                                           | cdH           | collège électoral francophone    | PPE                           |
| Isabelle Durant                                        | Ecolo         | collège électoral francophone    | Verts/ALE                     |
| Saïd El Khadraoui                                      | Sp.a.         | collège électoral néerlandophone | S&D                           |
| Derk Jan Eppink en remplacement de Jean-Marie Dedecker | LDD           | collège électoral néerlandophone | ECR                           |
| Mathieu Grosch                                         | CSP           | collège électoral germanophone   | PPE                           |
| Philippe Lamberts                                      | Ecolo         | collège électoral francophone    | Verts/ALE                     |
| Louis Michel                                           | MR            | collège électoral francophone    | ADLE                          |
| Annemie Neyts-Uyttebroeck                              | OpenVLD       | collège électoral néerlandophone | ADLE                          |
| Frédérique Ries                                        | MR            | collège électoral francophone    | ADLE                          |
| Bart Staes                                             | Groen         | collège électoral néerlandophone | Verts/ALE                     |
| Marc Tarabella en remplacement de Jean-Claude Marcourt | PS            | collège électoral francophone    | S&D                           |
| Marianne Thyssen                                       | CD&V          | collège électoral néerlandophone | PPE                           |
| Kathleen Van Brempt                                    | Sp.a.         | collège électoral néerlandophone | S&D                           |
| Frank Vanhecke                                         | Vlaams Belang | collège électoral néerlandophone | NI                            |
| Guy Verhofstadt                                        | OpenVLD       | collège électoral néerlandophone | ADLE                          |